# بولينورماند 2015
بولينورماند 2015 (بالفرنسية: Polynormande 2015 )‏ هو سباق دراجات هوائية، وهو الموسم رقم 36 من نفس السباق، وأقيم في 2 أغسطس 2015، وامتدّ لمسافة 190 كيلومتر، وهو أحد سباقات طواف أوروبا للدراجات 2015، وقد شارك في السباق 108 متسابقاً ووصل إلى نهايته 75 متسابقاً.
فاز فيه بالمركز الأول أوليفر ناسن، وبالمركز الثاني Fabrice Jeandesboz ‏، وبالمركز الثالث انطوان دوتشيسن، والفريق الفائز في ترتيب الفرق Bretagne-Séché Environnement 2015.

## الفرق
| فرق عالمية (2)- AG2R La Mondiale - FDJ فرق قارية محترفة (6)- Bretagne-Séché Environnement - Cofidis, Solutions Crédits - Europcar - غازبروم روسفيلو ‏ - سبورت فلاندرين بالويس 2015 ‏ - Wanty-Groupe Gobert فرق قارية (5)- أرمي دي تير 2015 ‏ - إتش بي بي تي بي – أوبير 93 ‏ - ديلكو ‏ - Van Rysel–Roubaix ‏ - بنجوال باوليز ساوكس دبليو بي ‏ فريق وطني- فريق فرنسا لركوب الدراجات للرجال تحت 23 سنة 2015 ‏ |  |
| |  |

## الفائزون
| الترتيب    | الفائز                       |
| ---------- | ---------------------------- |
| الفائز     | أوليفر ناسن                  |
| الثاني     | Fabrice Jeandesboz ‏          |
| الثالث     | انطوان دوتشيسن               |
| حسب النقاط | Thomas Rostollan ‏            |
| تسلق الجبل | Thomas Rostollan ‏            |
| الفريق     | Bretagne-Séché Environnement |